# 下松小百合
下松 小百合（しもまつ さゆり、1984年4月27日 - ）は、元鹿児島テレビ放送アナウンサー。

## 経歴・人物
鹿児島市出身。姉は第26代ミス鹿児島の下松真理子である。
鹿児島県立鶴丸高等学校を経て早稲田大学卒業後帰郷し、地元の鹿児島テレビ放送にアナウンサーとして入社。主に報道・情報畑を歩み、2年目となった2008年4月1日、『KTSスーパーニュース』のキャスターに就任、3年務めた。2008年8月25日から5日間、FNNの系列局アナウンサー研修の一環として『全国版』安藤優子の夏季休暇における応援キャスターとして東京に出張した。全国でもこの枠に出られるアナウンサーは昼前の『FNNスピーク』を加えても僅かしかいないため、大抜擢だった。
2011年3月、結婚を機に4年務めた鹿児島テレビを退社し、九州新幹線の全線開業とともに福岡へ。2011年3月28日からテレビ西日本『ハチナビプラス スーパーニュース』（2012年度からは『TNCスーパーニュース』）のキャスターを務めた。
2012年2月24日（同年内レギュラー最後）の放送を以て、出産のため、降板した。

## 出演

### 鹿児島テレビ
- 情報WIDEつぼチャンネル（2008年1月11日 - 3月28日） - キャスター
- KTSスーパーニュース（2008年4月1日 - 2011年3月25日） - キャスター
- FNNスーパーニュース（2008年8月25日 - 29日） - 安藤優子の夏期休暇により長野翼（当時フジテレビアナウンサー）がメインキャスター代理を務めたことに伴うサブキャスター代理として出演

### テレビ西日本
- ハチナビプラス スーパーニュース（2011年3月28日 - 2012年3月30日）
- TNCスーパーニュース（2012年4月2日 - 12月24日） - 前番組（ハチナビプラス スーパーニュース）から続投。